# Bikovói járás

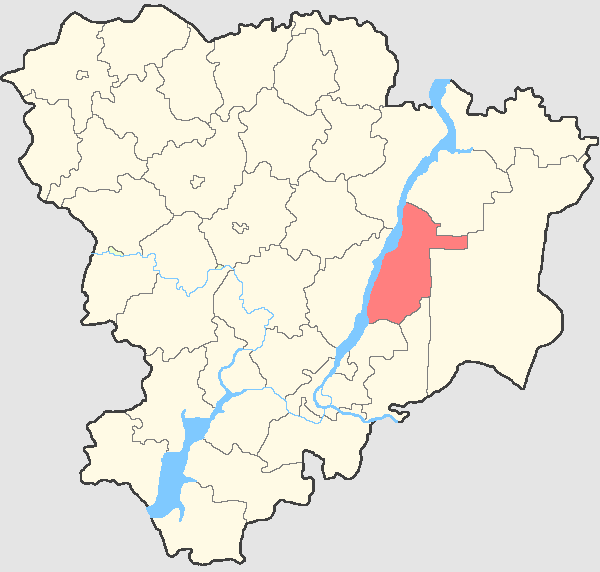
A Bikovói járás a Volgográdi területen

A Bikovói járás (oroszul Быковский район) Oroszország egyik járása a Volgográdi területen. Székhelye Bikovo.

## Népesség
- 1989-ben 27 151 lakosa volt.
- 2002-ben 28 572 lakosa volt, melynek 10%-a kazah.
- 2010-ben 27 055 lakosa volt, melyből 18 724 orosz, 3 148 kazah, 968 török, 826 üzbég, 623 koreai, 540 csecsen, 285 csuvas, 283 örmény, 264 azeri, 165 ukrán, 112 avar, 106 tadzsik, 105 mari, 88 tatár, 79 dargin, 73 német, 55 mordvin, 52 ingus, 51 fehérorosz, 40 kumik, 31 moldáv, 28 udmurt, 26 lezg, 23 grúz, 22 cigány, 13 nogaj stb.